# Côtes-de-Fer
Côtes-de-Fer (en criollo haitiano Kòt Defè) es una comuna de Haití que está situada en el distrito de Bainet, del departamento de Sureste.

## Historia
Fundado en 1843. Nombrado anteriormente como Côtes de l´Enfer y Boucan Pêcheurs.

## Secciones
Está formado por las secciones de:
- Gris Gris
- Labiche
- Bras Gauche
- Amazone
- Boucan Bélier
- Jamais Vu (que abarca la villa de Côtes-de-Fer )

## Demografía
| Gráfica de evolución demográfica de Côtes-de-Fer entre 2009 y 2015 |
|                                                                    |

Los datos demográficos contemplados en este gráfico de la comuna de Côtes-de-Fer son estimaciones que se han cogido de 2009 a 2015 de la página del Instituto Haitiano de Estadística e Informática (IHSI). 